# Hetaerina mendezi
Hetaerina mendezi là loài chuồn chuồn trong họ Calopterygidae. Loài này được Jurzitza mô tả khoa học đầu tiên năm 1982.